# 多宾-林斯托
多宾-林斯托是德国梅克伦堡-前波莫瑞州的一个市镇。总面积65.41平方公里，总人口529人，其中男性282人，女性247人（2011年12月31日），人口密度8人/平方公里。